# Grumett

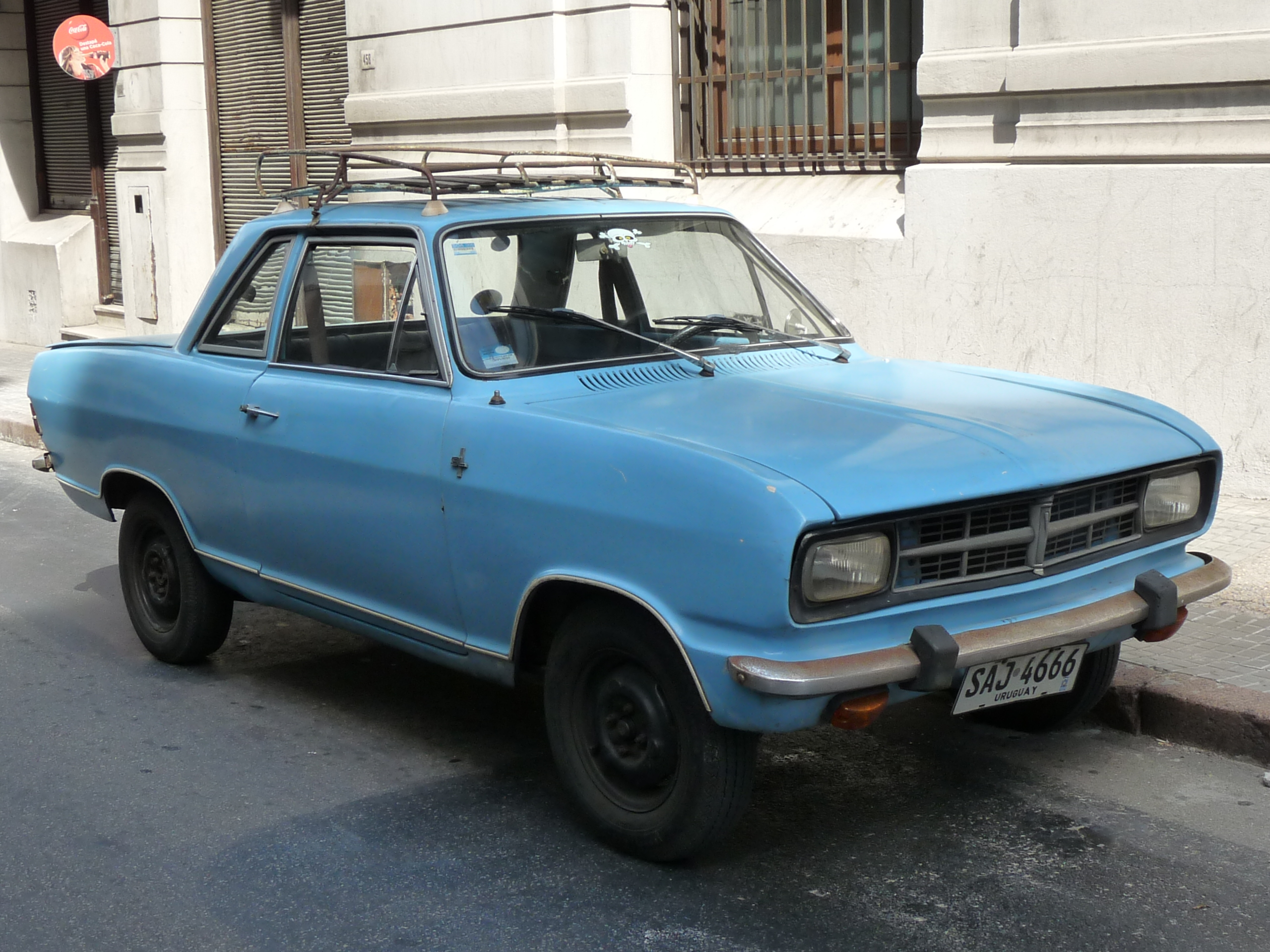
Grumett SL 1825

Grumett war eine Automobilmarke aus Uruguay.

## Geschichte
Die Fahrzeuge wurden von Espósito S.A. in Montevideo hergestellt. Hersteller der Karosserien war Super S.A. in Nueva Helvecia. Auftraggeber war der Unternehmer und Designer Horacio Torrendell. Die Produktion begann je nach Quelle zwischen 1968 und 1970.

## Modelle
Sämtliche Fahrzeuge hatten einen Rohrrahmen, auf den eine Karosserie aus glasfaserverstärktem Polyesterharz gesetzt wurde.
Das erste Modell – der Grumett 1825 (auch Grumett SL 1825) – wurde bis 1977 gebaut. Das Fahrzeug hatte einen 1,2-l-Motor von Vauxhall mit 47 DIN-PS und war als zweitüriger Pick-up mit Doppelkabine und (seltener) als Coupé und Kombi erhältlich. Der Prototyp war bei Vauxhall in Großbritannien entwickelt worden.  Rund 2000 Fahrzeuge wurden von diesem Typ hergestellt.

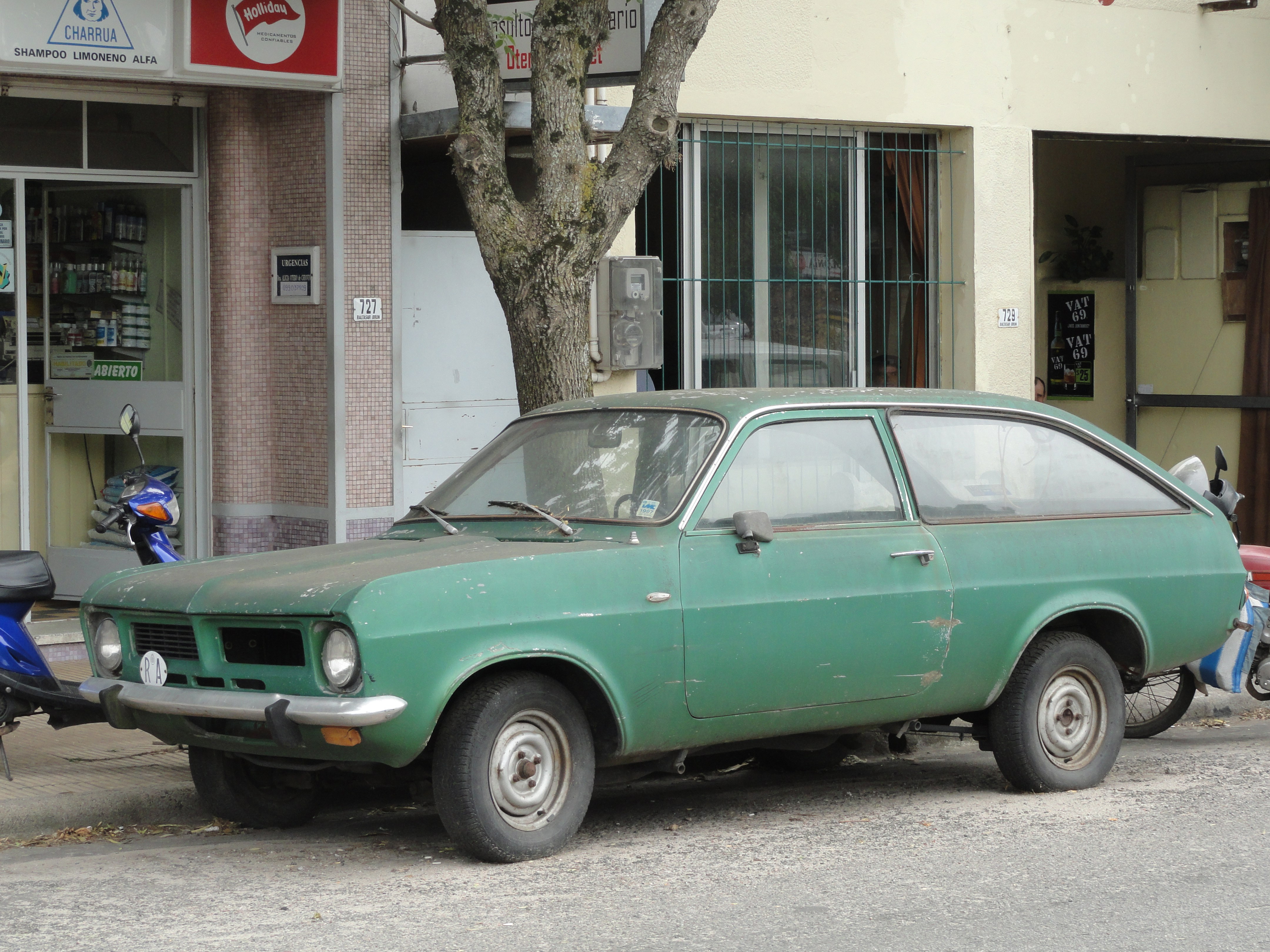
Grumett Indiana

Optisch vom Vauxhall Viva HC abgeleitet war der Grumett Indiana (auch Indiana oder Opel Indiana), eine dreitürige Limousine mit 1,1-l-Motor und 56 SAE-PS, die von 1972 bis 1974 produziert wurde. Da die Technik allerdings auf dem Opel Kadett B basierte, war die Spur im Verhältnis zur Karosserie relativ schmal. Dadurch wirkte der Wagen etwas unproportioniert. Von diesem Modell sollen 4968 Exemplare hergestellt worden sein.
Im Jahr 1976 wurde der Grumett 250M eingeführt. Er sah aus wie der Opel Kadett C Caravan. Da der brasilianische GM-Ableger in Uruguay kein entsprechendes Modell anbot, konnte Grumett mit diesem Fahrzeug eine Marktlücke schließen. Das Modell erhielt 1980 die Front des brasilianischen Chevrolet Chevette und die Bezeichnung Grumett Color.

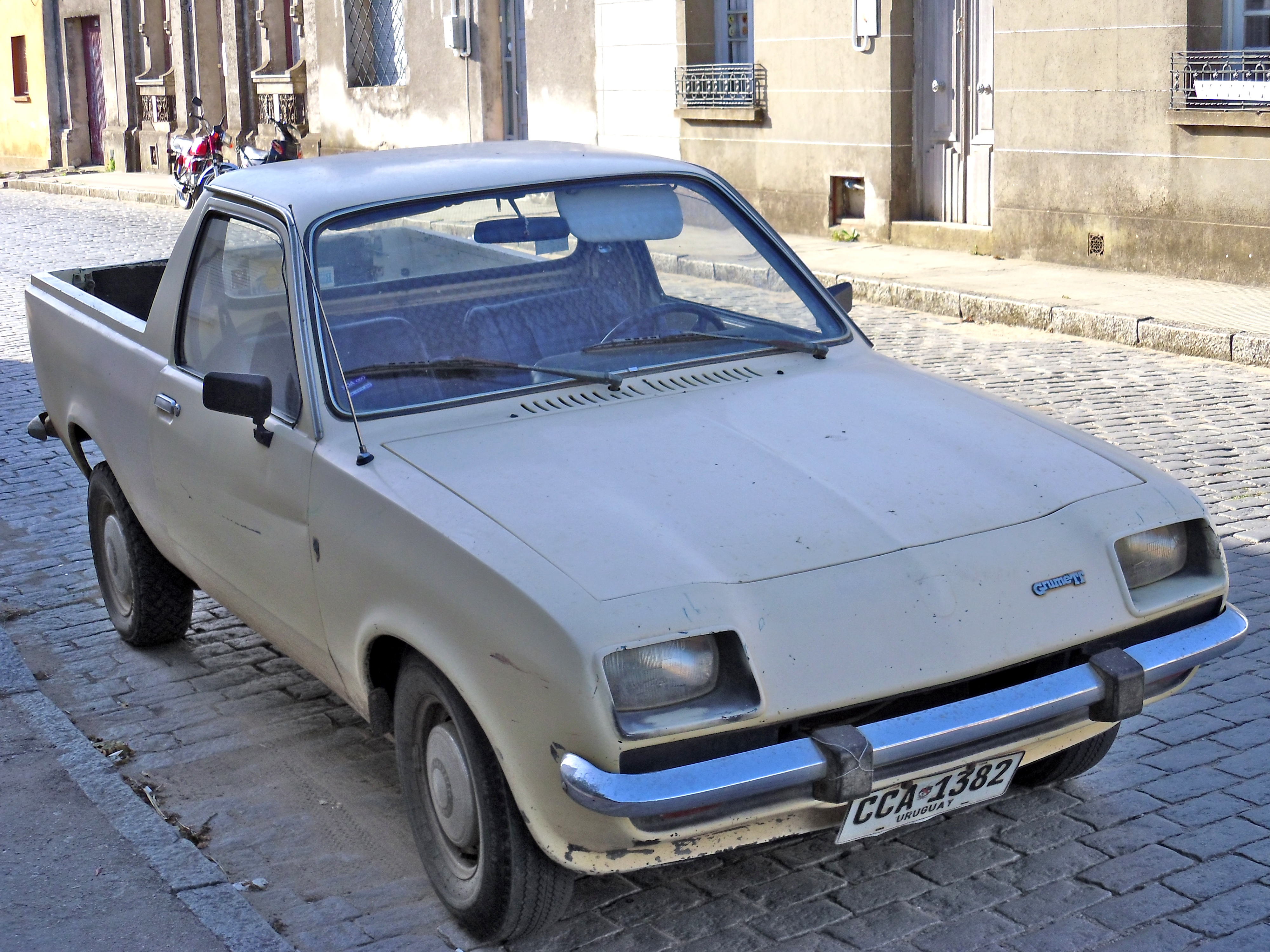
Grumett Pickup

Die Modellreihe wurde um Kastenwagen, Pick-up (ab 1978) und Coupé (ab 1977) erweitert. Alle Fahrzeuge hatten ab 1976 einen 1,4-l-Motor von GM Brasilien. Pick-up und Coupé hatten von Beginn an die Front des Vauxhall Chevette.
Einige Fahrzeuge wurden nach Argentinien, Ecuador (als Aymesa) und Spanien exportiert. Weitere Exportmärkte waren Honduras und Guatemala.
Die Produktion endete 1982.